# Classe Yamato
A Classe Yamato (大和型戦艦) foi uma classe de navios couraçados operados pela Marinha Imperial Japonesa, composta pelo Yamato, Musashi e Shinano, este último convertido em um porta-aviões, mais outras duas embarcações planejadas mas nunca finalizadas. Suas construções começaram pouco antes da Segunda Guerra Mundial nos estaleiros do Arsenal Naval de Kure, Mitsubishi e Arsenal Naval de Yokosuka, tendo sido finalizados durante o conflito. A origem e projeto da classe foram moldados pelo expansionismo japonês do período entreguerras, que almejava um grande império no Oceano Pacífico e assim necessitava de uma frota capaz de mantê-lo. Suas construções foram possibilitadas pelo fato do Japão ter abandonado na década de 1930 tratados internacionais que restringiam a construção naval.
Os couraçados da Classe Yamato foram os mais pesados e mais poderosos de seu tipo já construídos na história. Eram armados com uma bateria principal composta por nove canhões de 460 milímetros, os maiores já instalados em um navio de guerra, montados em três torres de artilharia triplas, duas na proa e uma na popa. Eles tinham 263 metros de comprimento de fora a fora, uma boca de quase 39 metros, um calado de mais de dez metros e um deslocamento carregado que chegava a 73 mil toneladas. Seus sistemas de propulsão eram compostos por quatro turbinas a vapor alimentadas por doze caldeiras a óleo combustível, girando quatro hélices até uma velocidade máxima de 27 nós (cinquenta quilômetros por hora). Seu cinturão de blindagem tinha 410 milímetros de espessura.
Devido às ameaças de submarinos e porta-aviões dos Estados Unidos, o Yamato e o Musashi passaram a maior parte de suas carreiras entre as bases navais de Brunei, Truk e Kure, partindo apenas em resposta a ataques contra bases japonesas. Ambos estiveram presentes na Batalha do Golfo de Leyte em outubro de 1944, com o Musashi sendo afundado por ataques aéreos na Batalha do Mar de Sibuyan. O Yamato, por sua vez, foi também afundado por ataques aéreos em abril de 1945 durante a Operação Ten-Go. O Shinano foi convertido em um porta-aviões durante sua construção depois da Batalha de Midway, com ele tendo sido torpedeado por um submarino dias depois de ter entrado em serviço. Os outros dois navios, Números 111 e 797, foram cancelados sem terem sido finalizados.

## Antecedentes

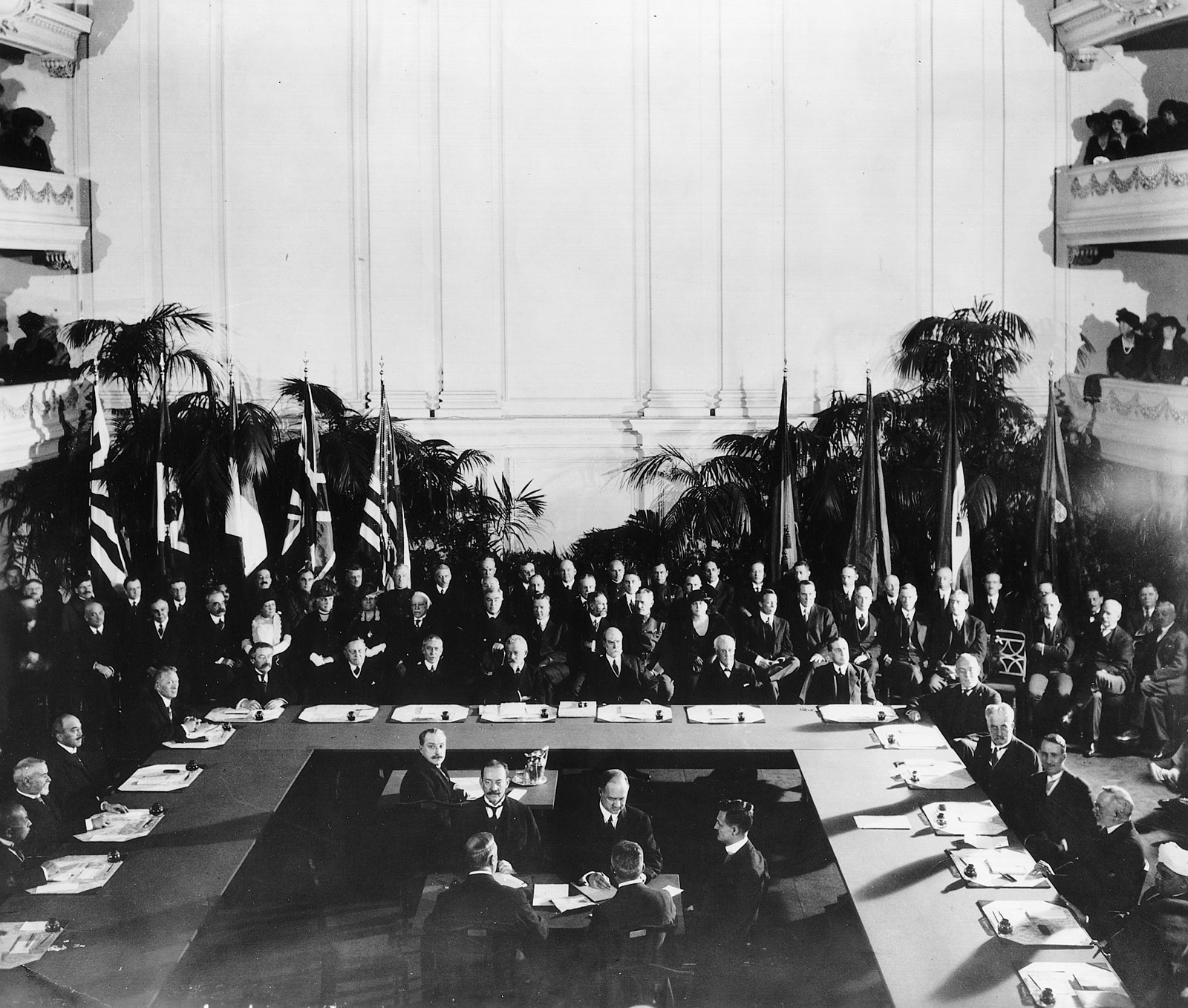
Assinatura do Tratado Naval de Washington em 6 de fevereiro de 1922, que limitou a construção naval

Depois da Primeira Guerra Mundial, muitas das principais marinhas do mundo continuaram e expandiram seus programas de construção naval. Os enormes custos associados a esses programas pressionou seus governos a iniciarem conversas de desarmamento. Charles Evans Hughes, o Secretário de Estado dos Estados Unidos, convidou em 8 de julho de 1921 delegações das principais potências marítimas da época – Estados Unidos, Reino Unido, Japão, França e Itália – a irem até Washington, D.C. discutir a possibilidade do fim da corrida armamentista naval. A subsequente Conferência Naval de Washington resultou no Tratado Naval de Washington que, dentre outras provisões, limitava todos os couraçados futuros a um deslocamento padrão máximo de 36 mil toneladas e armamentos que não fossem maiores que 406 milímetros. Também foi concordado que os cinco países não construíram novos navios capitais por dez anos e não substituiriam qualquer navio sobrevivente ao tratado até que tivesse pelo menos vinte anos de idade.
O governo do Japão iniciou uma guinada para o ultranacionalismo na década de 1930. Este movimento defendia a expansão do império japonês para incluir boa parte do Oceano Pacífico e do Sudeste Asiático. A manutenção de tal império, de mais de 4,8 mil quilômetros da China ao Atol Midway, necessitaria de um grande frota capaz de manter o controle desse território. Apesar de todos os couraçados japoneses terem sido construídos antes de 1921, devido ao Tratado Naval de Washington, todos foram reconstruídos e modernizados na década de 1930. Estas modernizações incluíram, dentre outras coisas, velocidade e poder de fogo adicionais, o que os japoneses tinham a intenção de usar para defender seu império. O Japão deixou a Sociedade das Nações em 1934 devido ao Incidente de Mukden, renunciando em seguida todas as suas obrigações com tratados internacionais. Isto liberou o país a construir navios de guerra maiores do que das outras potências marítimas.
A intenção do Japão de adquirir colônias ricas em recursos naturais provavelmente levaria a um confronto com os Estados Unidos, assim os norte-americanos se tornaram seu principal inimigo em potencial. Os Estados Unidos possuíam uma capacidade industrial muito superior a do Japão, detendo 32,2% de toda a produção industrial do mundo, enquanto o Japão tinha apenas 3,5%. Além disso, vários membros proeminentes do Congresso dos Estados Unidos tinham prometido "construir mais que o Japão três para um em uma corrida naval". Consequentemente, como os japoneses não poderiam competir com o poderio industrial norte-americano, seus projetistas desenvolveram planos para que novos couraçados fossem individualmente superiores a suas contrapartes da Marinha dos Estados Unidos. Cada uma dessas embarcações seria capaz de enfrentar vários navios capitais ao mesmo tempo, eliminando assim a necessidade de gastar o mesmo esforço industrial dos Estados Unidos na construção de couraçados.

## Desenvolvimento
Estudos preliminares para novos couraçados começaram logo depois do Japão abandonar a Sociedade das Nações e renunciar aos tratados navais de Washington e Londres. Vinte e quatro projetos iniciais foram apresentados entre 1934 e 1936. Essas planos iniciais variavam muito em armamento, propulsão, autonomia e blindagem. A bateria principal flutuou entre canhões de 410 e 460 milímetros, enquanto os armamentos secundários eram compostos por diferentes números de canhões de 155, 127 e 25 milímetros. A propulsão na maioria dos projetos era uma combinação híbrida de motores a diesel e turbinas a vapor, porém um planejava apenas diesel e outro apenas turbinas. A autonomia, a dezoito nós (33 quilômetros por hora), ficava em um baixo seis mil milhas náuticas (onze mil quilômetros) no projeto A-140-J2, até um máximo de 9,2 mil milhas náuticas (dezessete mil quilômetros) nos projetos A-140A e A-140-B2. A blindagem variava para proporcionar proteção contra disparos de 406 milímetros até proteção contra 460 milímetros.
Esses projetos foram avaliados e dois deles foram finalizados como possibilidades, A-140-F3 e A-140-F4. Eles diferiam principalmente em sua autonomia, 4,9 mil milhas náuticas (9,1 mil quilômetros) contra 7,2 mil (13,3 mil) a dezesseis nós (trinta quilômetros por hora), sendo usados na formação do estudo preliminar final, que foi terminado em 20 de julho de 1936. Modificações resultaram em um projeto definitivo em março de 1937, que foi apresentado pelo contra-almirante Keiji Fukuda. Foi decidido que a autonomia seria de de 7,2 mil milhas náuticas e o sistema de propulsão híbrido foi abandonado em favor de um com apenas turbinas. Os motores a diesel foram removidos por problemas no navio auxiliar Taigei. Os motores deste, que eram similares a aqueles que seriam instalados nos novos couraçados, necessitavam de um "grande esforço de conserto e manutenção" para mantê-los funcionando devido a um "defeito fundamental de projeto". Além disso, se os motores quebrassem totalmente, o convés blindado de duzentos milímetros que serviria de teto para a cidadela blindada e que protegeria os motores a diesel e outras salas de máquinas dificultaria qualquer tentativa de removê-los ou substituí-los.
O projeto final tinha um deslocamento padrão de 65 mil toneladas e um deslocamento totalmente carregado de mais de 71 mil toneladas, fazendo dos navios da classe os maiores couraçados já projetados e depois os maiores já construídos na história. O projeto tinha um armamento principal de nove canhões de 460 milímetros, cada uma pesando mais que um contratorpedeiro da década de 1930. O projeto foi rapidamente aprovado pelo alto comando da Marinha Imperial Japonesa, mesmo com objeções de aviadores navais, que argumentavam pela construção de porta-aviões em vez de couraçados. Cinco couraçados da Classe Yamato foram planejados.

## Projeto

### Características

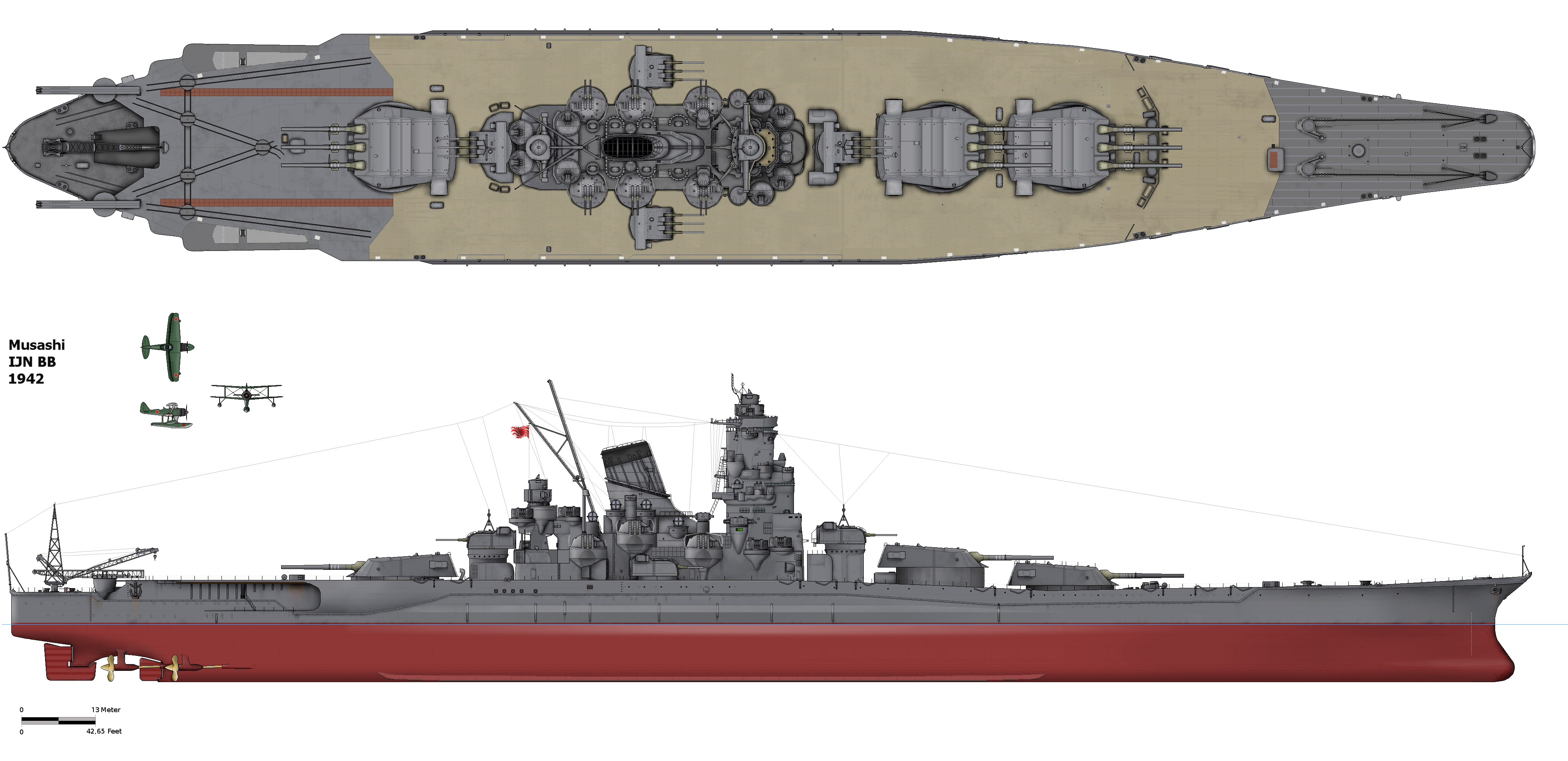
A configuração original do Musashi

Os navios da Classe Yamato tinham 244 metros de comprimento entre perpendiculares, 263 metros de comprimento de fora a fora, boca de 38,9 metros e calado de 10,4 metros. Seus deslocamentos quando totalmente carregados com suprimentos de combate podia chegar a mais de 73 mil toneladas. Cada embarcação era equipada na convés da popa com duas catapultas capazes de lançar aeronaves, mais um guindaste de 6 toneladas para iça-las de volta a bordo. Os couraçados eram capazes de abrigar sete hidroaviões em seu hangar, três biplanos Mitsubishi F1M e quatro monoplanos Aichi E13A1.

### Propulsão
O sistema de propulsão da Classe Yamato consistia em doze caldeiras Kampon que alimentavam quatro turbinas a vapor, que giravam quatro hélices quádruplas que tinham seis metros de diâmetro. Esse conjunto inteiro era capaz de produzir um total de 147 958 cavalos-vapor (110 325 quilowatts) de potência, suficiente para que as embarcações alcançassem uma velocidade máxima de 27 nós (cinquenta quilômetros por hora). Esta velocidade muito limitava a capacidade da Classe Yamato de operar junto com porta-aviões rápidos. Além disso, o consumo de combustível do Yamato e do Musashi era muito alto. Consequentemente, nenhum dos couraçados foi usado em combate na Campanha nas Ilhas Salomão ou nas batalhas menores em pequenas ilhas que ocorreram de 1943 e início de 1944. O sistema de propulsão do Shinano foi levemente melhorado, o que permitia que o navio chegasse a uma velocidade máxima de 28 nós (52 quilômetros por hora).

### Armamento

#### Principal

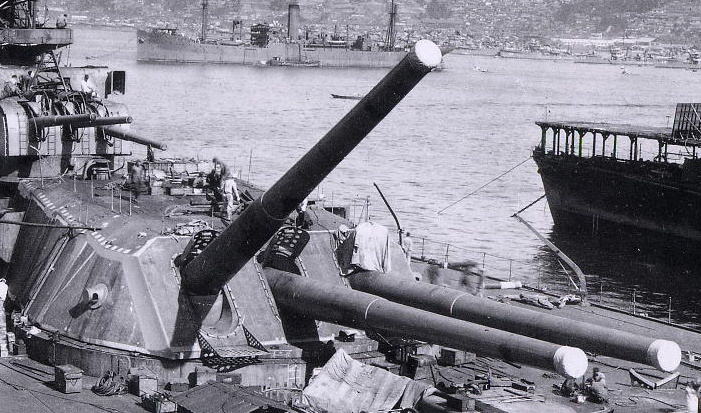
A terceira torre de artilharia principal do Yamato ainda em construção

A bateria principal dos couraçados da Classe Yamato consistia em nove canhões Tipo 94 calibre 45 de 460 milímetros, as maiores armas já instaladas em um navio de guerra na história, montadas em três torres de artilharia triplas, duas na proa, com a segunda sobreposta à primeira, e a terceira na popa. Essas armas, entretanto, foram oficialmente designadas como Tipo 94 calibre 45 de 400 milímetros. Cada canhão tinha 21,13 metros de comprimento e pesada 147,3 toneladas, enquanto a montagem completa das armas pesava 2 774 toneladas. Os canhões disparavam projéteis perfurantes de 1 460 quilogramas e projéteis explosivos de 1 360 quilogramas a uma velocidade de saída de 780 a 805 metros por segundo e cadência de tiro de 1,5 a dois disparos por minuto. Eles podiam abaixar até cinco graus negativos e subir até 45 graus, o que lhes dava um alcance máximo de 42 quilômetros.
Os canhões também podiam disparar projéteis antiaéreos Comum Tipo 3 de 1 360 quilogramas. Uma espoleta temporizada era usada para definir o quão longe eles explodiriam, porém comumente eram ajustados para estourar a um quilômetro. Ao serem detonados, cada um dos projéteis lançava novecentos tubos incendiários em um cone de vinte graus em direção da aeronave inimiga, enquanto uma carga de ruptura era usada para explodir o próprio projétil a fim de criar mais estilhaços, depois do qual os tubos eram acesos. Estes queimavam por cinco segundos a três mil graus Celsius e criavam uma chama de cinco metros de comprimento. Os projéteis Comum Tipo 3 consistiam em quarenta por cento do total de munição dos navios em 1944, porém raramente foram usados em combate pelo enorme dano que o disparo desses projéteis infligia ao canhão; inclusive, um desses projéteis talvez tenha explodido prematuramente e desabilitado um dos canhões do Musashi na Batalha do Mar de Sibuyan. A intenção desses projéteis era criar uma barragem de fogo que qualquer aeronave tentando atacar precisaria atravessar, porém pilotos norte-americanos consideravam esses projéteis mais um espetáculo pirotécnico do que uma arma eficiente.

#### Secundário
No projeto original, o armamento secundário da Classe Yamato consistia em doze canhões de duplo-propósito Tipo 3º Ano calibre 45 de 155 milímetros montados em quatro torres triplas, uma na proa, uma na popa e duas à meia-nau, além de doze canhões de duplo-propósito Tipo 89 calibre 40 de 127 milímetros em seis torres duplas, todas à meia-nau nas laterais da superestrutura. Estas ficaram disponíveis depois dos cruzadores pesados da Classe Mogami terem sido rearmados com canhões de 203 milímetros. Estas disparavam projéteis perfurantes de 55,87 quilogramas a uma distância máxima de 27,4 quilômetros, possuindo uma cadência de tiro de cinco disparos por minuto. As duas torres de 155 milímetros à meia-nau foram removidas em 1944 a fim de criar espaço para mais três torres de 127 milímetros em cada lado, aumentando o total de armas deste tipo para 24. Ao dispararem contra alvos de superfície, estas armas novas tinham um alcance de 14,7 quilômetros e um teto máximo de disparo de 9,44 quilômetros quando elevados em noventa graus. Sua cadência máxima de tiro era de catorze disparos por minuto, enquanto sua cadência efetiva era de oito disparos por minuto.

#### Antiaéreo

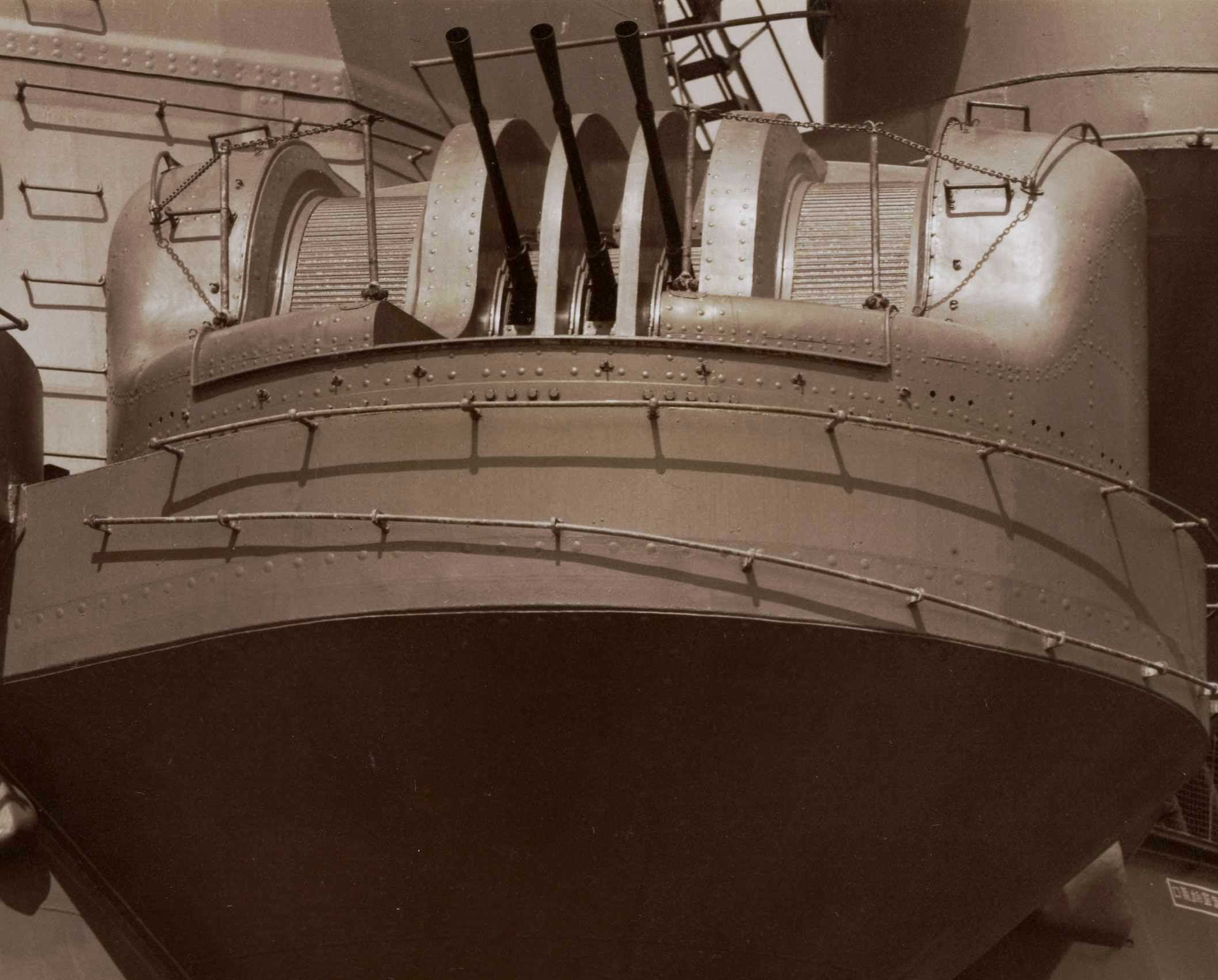
Uma das torres dos canhões antiaéreos de 25 milímetros do Musashi

A Classe Yamato originalmente carregava como defesa antiaérea 24 canhões calibre 60 Tipo 96 de 25 milímetros montados principalmente na superestrutura. O Yamato e o Musashi passaram por grandes aprimoramentos antiaéreos em 1944 em preparação para operações no Golfo de Leyte, usando o espaço liberado pela remoção das torres de 155 milímetros para a instalação de mais 162 canhões de 25 milímetros. Entretanto, essas montagens não tinham boa proteção, o que deixava suas equipes de artilharia extremamente vulneráveis a fogo direto. Essas armas tinham um alcance efetivo de 1,5 a três quilômetros e um teto efetivo de 5,5 quilômetros, possuindo uma elevação máxima de 85 graus. A cadência de tiro efetiva máxima era de apenas 110 a 120 disparos por minuto por causa da frequente necessidade de trocar os cartuchos de apenas quinze projéteis.
O canhão de 25 milímetros era a arma antiaérea leve padrão dos japoneses durante a Segunda Guerra Mundial, porém ela sofria de grandes problemas de projeto que as deixaram praticamente ineficientes. Segundo o historiador Mark Stille, as montagens duplas e triplas "careciam de velocidade suficiente em virada e elevação; as miras eram incapazes de lidar com alvos rápidos; a armas demonstrava uma vibração excessiva; o cartucho era muito pequeno e [...] a arma produzia um choque de disparo excessivo".
A classe também recebeu quatro metralhadoras licenciadas Tipo 93 de 13,2 milímetros em duas montagens duplas, uma de cada lado da ponte de comando. O alcance máximo dessas armas era de 6,5 quilômetros, porém o alcance efetivo contra aeronaves inimigas era de apenas um quilômetro. A cadência de tiro era ajustável entre 425 e 475 disparos por minuto, porém a necessidade de trocar os cartuchos de trinta projéteis reduzia essa cadência para apenas 250 disparos por minuto.
O armamento do Shinano era bem diferente daquele de seus irmãos devido sua conversão em um porta-aviões. Como tal, ele foi pensado para uma função de suporte, assim uma enorme quantidade de armamentos antiaéreos foram instalados: dezesseis canhões de 127 milímetros, 105 canhões de 25 milímetros e 336 lança-foguetes de 120 milímetros arranjados em doze torres de artilharia com 28 canos cada. Nenhuma dessas armas chegou a ser usada contra embarcações ou aeronaves inimigas.

### Blindagem

Esquema de blindagem da Classe Yamato na altura da terceira torre de artilharia

Os navios da Classe Yamato forma projetados para enfrentaram vários couraçados inimigos simultaneamente, assim receberam uma blindagem pesada que foi descrita pelo historiador Mark Stille como capaz de proporcionar "um grau sem paralelos de proteção em combates de superfície". O cinturão principal de blindagem que corria ao longo das laterais das embarcações tinha até 410 milímetros de espessura, com as anteparas transversais que fechavam a cidadela blindada tendo até 355 milímetros de espessura. Um cinturão inferior de duzentos milímetros estendia-se abaixo do cinturão principal e foi incluído como uma resposta a testes de artilharia realizados no couraçado incompleto Tosa e baseado também no novo projétil japonês Tipo 91, que poderia viajar grandes distâncias embaixo d'água. O formato do casco era avançado, com as peculiaridades das curvas maximizando a proteção da blindagem e a rigidez estrutura ao mesmo tempo que otimizava o peso.
A blindagem nas torres de artilharia principais era ainda maior do que no cinturão principal, com a frente das torres tendo uma proteção de 650 milímetros de espessura. As placas de blindagem tanto no cinturão principal quanto nas torres de artilharia era feita com um aço endurecido chamado de Vickers Hardened. O convés principal blindado tinha duzentos milímetros de espessura e era feito de um composto de liga de níquel-cromo-molibdênio. Testes balísticos em um campo de testes em Kamegakubi demonstraram que a liga do convés era superior à placas Vickers homogêneas em dez a quinze por cento. Placas adicionais foram projetadas ao manipular a composição de níquel e alumínio da liga. Quantidades maiores de níquel permitiam que a placa fosse enrolada e dobrada sem desenvolver propriedades de fraturas.
Um sistema de proteção lateral com várias anteparas foi usado como a defesa antitorpedo das embarcações, consistindo de vários espaços vazios bem como o cinturão blindado inferior. O sistema tinha uma profundidade de 5,1 metros e foi projetado para aguentar uma carga explosiva de quatrocentos quilogramas de TNT. Diferentemente de sistemas antitorpedo encontrados em embarcações de outras marinhas, o da Classe Yamato não possuía nenhum compartimento preenchido com líquido, apesar dos benefícios disso serem conhecidos. Isto pode ter sido causado pelos projetistas superestimarem a eficiência no cinturão blindado inferior contra torpedos, além de um esforço para diminuir o calado e proporcionar espaços adicionais para contra-inundações.
O procedimento relativamente novo de soldagem a arco foi usado amplamente nos navio, o que fortaleceu a durabilidade das placas de blindagem. Por meio dessa técnica, a parte inferior do cinturão blindado foi usada para fortalecer a estrutura do casco de toda a embarcação. Os navios da Classe Yamato tinham, no total, 1 147 compartimento a prova d'água, dos quais 1 065 ficavam abaixo do convés blindado. Eles também foram projetados com flutuabilidade reserva para mitigar os efeitos de inundações.
Entretanto, a blindagem sofreu de vários falhas de projeto e fraquezas. Existia uma fraqueza estrutural perto da proa, onde as placas de blindagem eram mais finas, demonstrado pelo dano sofrido pelo Muasahi de um torpedo em 1943. O casco do Shinano possuía falhas estruturais ainda maiores pelo fato de ter sido construído às pressas perto do fim da guerra e por ter sido equipado com blindagem incompleta e compartimentos a prova d'água não selados. O sistema antitorpedo teve uma performance muito pior do que o projetado; particularmente, junções ruins entre os cinturões de blindagem superior e inferior criaram uma linha de junção propensa a rupturas abaixo da linha d'água. Isto, combinado com a profundidade relativamente rasa do sistema e a falta de preenchimento líquido, deixava as embarcações suscetíveis a torpedos. Essa falha de junção foi atribuída aos danos consideráveis que o Yamato sofreu de um único impacto de torpedo em 1943 e pelo naufrágio do Shinano com quatro acertos em 1944.

## Navios
Cinco navios foram planejados em 1937, porém apenas três foram finalizados, um deles convertido em porta-aviões. Os três foram construídos sob enorme sigilo para impedir que a inteligência norte-americana descobrisse sobre suas existências e especificações; de fato, o Escritório de Inteligência Naval dos Estados Unidos só soube da existência do Yamato e Musashi de nome no final de 1942. Suas presunções sobre as especificações da classe estavam neste momento muito longe da realidade, tendo acertado seu comprimento mas subestimado sua boca para 34 metros e seu deslocamento para entre quarenta e 57 mil toneladas. Além disso, o armamento principal do Yamato foi estimado em apenas 406 milímetros até pelo menos julho de 1945, quatro meses depois do seu naufrágio. Tanto a Jane's Fighting Ships quanto a mídia ocidental relataram erroneamente as especificações das embarcações. A primeira chegou a listar o deslocamento do Yamato e Musashi como sendo de 45 mil toneladas em setembro de 1944, enquanto o The New York Times e a Associated Press relataram o mesmo deslocamento e uma velocidade de trinta nós para os dois couraçados. O The Times continuou a relatar o deslocamento de 45 mil toneladas mesmo depois do Yamato ter sido afundado em abril de 1945. Ainda assim, a existência dos navios e sua suposta violação de tratados navais muito influenciou os engenheiros norte-americanos no projeto da Classe Montana, porém esta não foi projetada especificamente para enfrentar a Classe Yamato.
| Navio   | Construtor                | Homônimo             | Batimento             | Lançamento             | Comissionamento        | Destino                      |
| ------- | ------------------------- | -------------------- | --------------------- | ---------------------- | ---------------------- | ---------------------------- |
| Yamato  | Arsenal Naval de Kure     | Província de Yamato  | 4 de novembro de 1937 | 8 de agosto de 1940    | 16 de dezembro de 1941 | Afundado em abril de 1945    |
| Musashi | Mitsubishi                | Província de Musashi | 29 de março de 1938   | 1º de novembro de 1940 | 5 de agosto de 1942    | Afundado em outubro de 1944  |
| Shinano | Arsenal Naval de Yokosuka | Província de Shinano | 4 de maio de 1940     | 8 de outubro de 1944   | 19 de novembro de 1944 | Afundado em novembro de 1944 |
| Nº 111  | Arsenal Naval de Kure     | —                    | 7 de novembro de 1940 | —                      | —                      | Cancelado em março de 1942   |
| Nº 797  | —                         | —                    | —                     | —                      | —                      | Cancelado no planejamento    |

## História

### Yamato

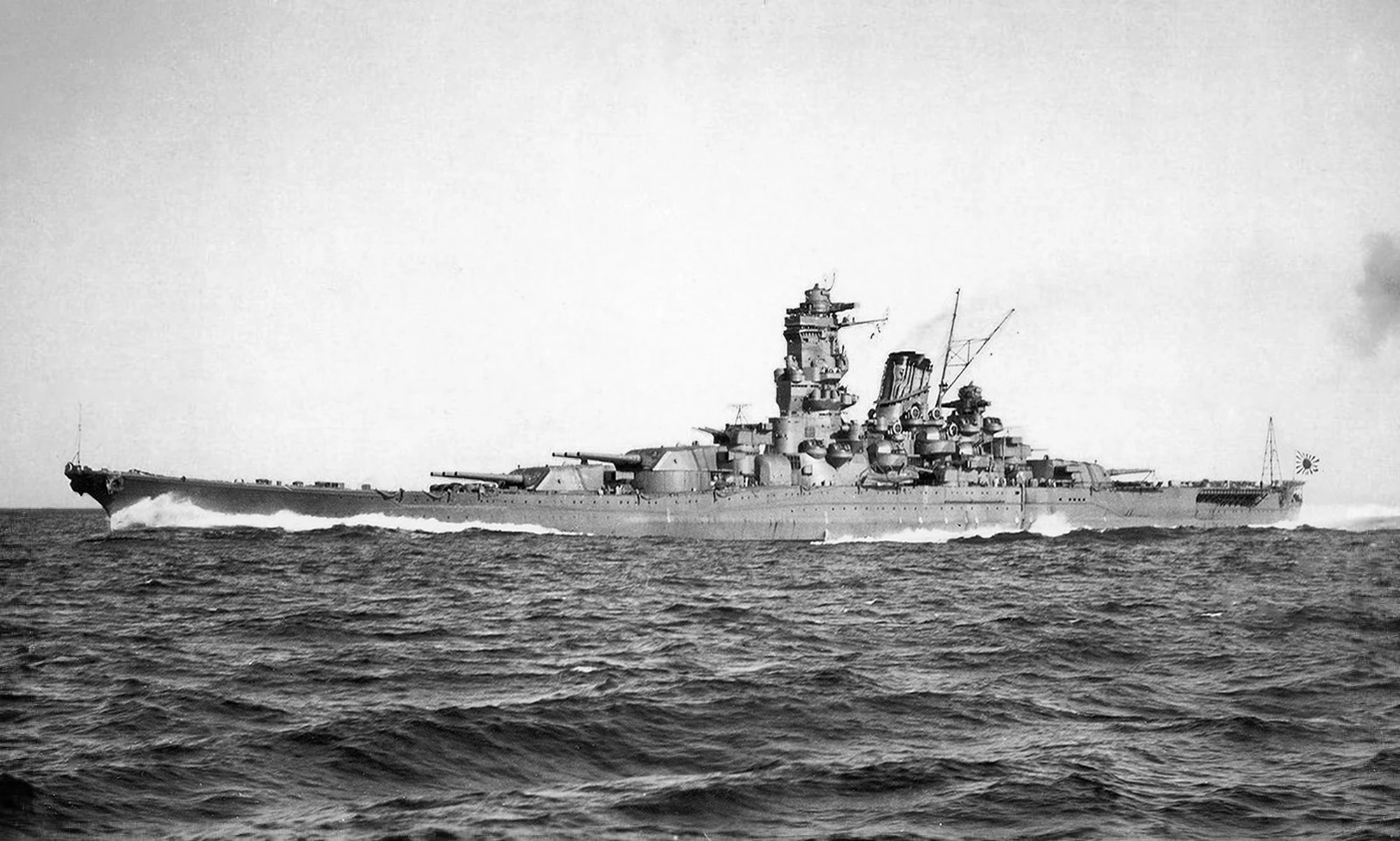
O Yamato durante seus testes marítimos em 30 de outubro de 1941

O Yamato foi encomendado em março de 1937, seu batimento de quilha ocorreu no dia 4 de novembro de 1937, foi lançado ao mar em 8 de agosto de 1940 e comissionado em 16 de dezembro de 1941. Ele realizou exercícios de treinamento até 27 de maio de 1942, quando foi considerado "operável" pelo almirante Isoroku Yamamoto. O navio foi designado para a Divisão de Couraçados 1 e serviu como a capitânia da Frota Combinada durante a Batalha de Midway em junho de 1942, porém não enfrentou forças inimigas no confronto. O Yamato passou os dois anos seguintes navegando entre as bases de Truk e Kure, sendo substituído pelo Musashi como a capitânia da Frota Combinada. O couraçado, durante esse período, partiu em várias ocasiões em reação a ataques aéreos de porta-aviões norte-americanos contra bases japonesas. Foi seriamente danificado em 25 de dezembro de 1943 por um torpedo lançado do submarino USS Skate, sendo forçado a retornar para Kure a fim de passar por reparos e aprimoramentos estruturais.
A embarcação passou por aprimoramentos em suas baterias secundária e antiaérea em 1944 e juntou-se à 2ª Frota na Batalha do Mar das Filipinas em junho, atuando como escolta da Divisão de Couraçados. Em outubro fez parte da Força Central na Batalha do Golfo de Leyte, em que disparou sua bateria principal contra navios inimigos pela única vez em sua carreira, ajudando a afundar o porta-aviões de escolta USS Gambier Bay e o contratorpedeiro USS Johnston antes de ser forçado a recuar dos torpedos do USS Heermann, que o tirou de ação. Foi rearmado em março de 1945 em preparação para mais operações. O Yamato foi deliberadamente sacrificado em uma missão suicida na Operação Ten-Go, tendo sido enviado a fim de aliviar as forças japonesas na Batalha de Okinawa. Ele nunca chegou perto, tendo sido afundado no meio do caminho em 7 de abril de 1945 por 368 aeronaves norte-americanas. O couraçado emborcou e explodiu depois de ser atingido por dez torpedos e sete bombas, com 2 498 tripulantes morrendo, incluindo o vice-almirante Seiichi Itō. O naufrágio do Yamato foi visto como uma grande vitória dos Estados Unidos, com o The New York Times escrevendo que isto era uma "prova definitiva, se alguma era necessária, da fraqueza fatal do Japão no ar e no mar".

### Musashi

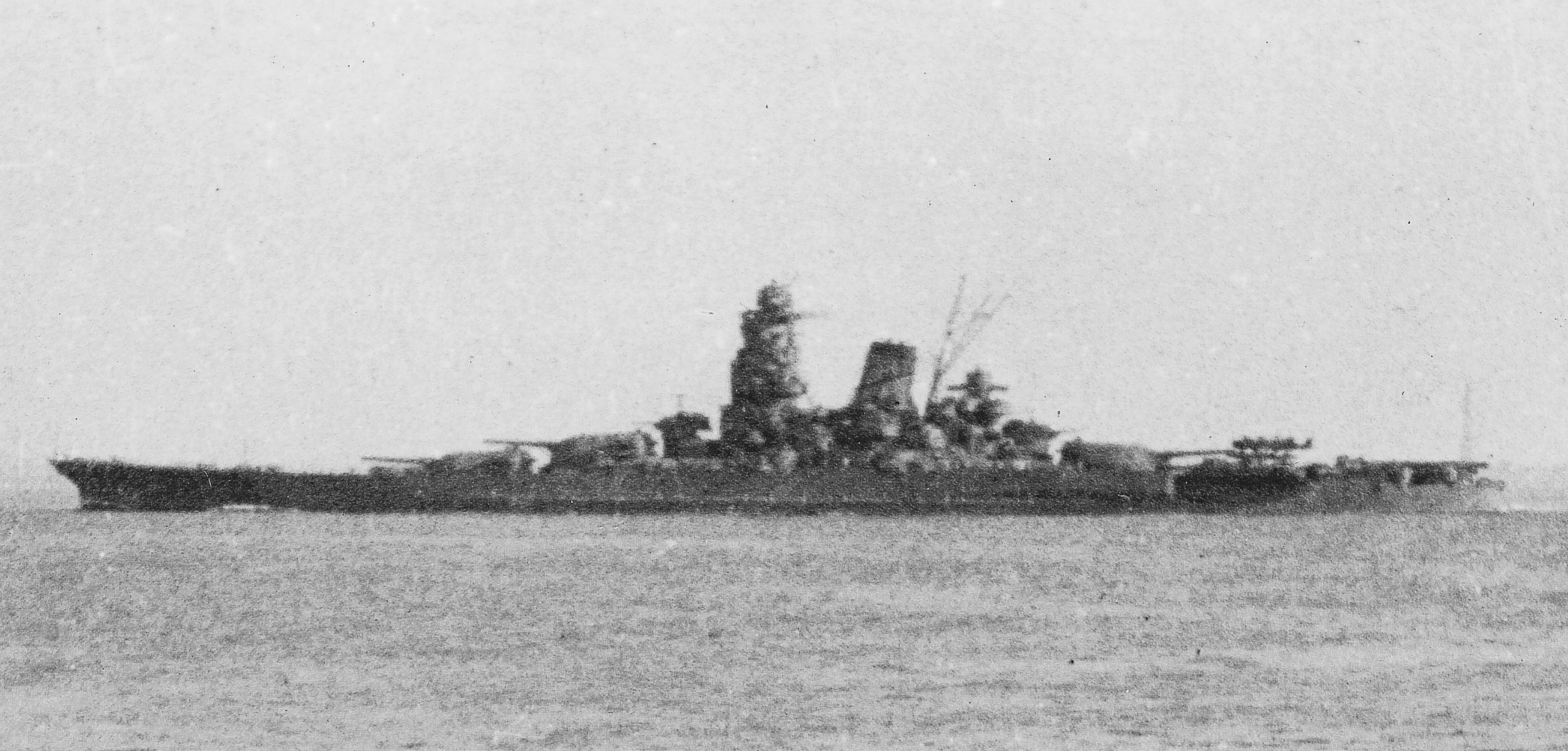
O Musashi deixando Brunei no dia 22 de outubro de 1944

O Musashi foi encomendado em março de 1937, seu batimento de quilha ocorreu no dia 29 de março de 1938, foi lançado ao mar em 1º de novembro de 1940 e comissionado em 5 de agosto de 1942. Ele realizou treinamentos de combate aéreo e de superfície entre setembro e dezembro de 1942 em Hashirajima. O navio substituiu seu irmão Yamato em 11 de fevereiro de 1943 como a capitânia da Frota Combinada. O Musashi ficou até julho de 1944 navegando entre as bases de Truk, Yokosuka, Brunei e Kure. Ele sofreu danos moderados perto da proa em 29 de março de 1944 de um acerto de torpedo lançado pelo submarino USS Tunny. A embarcação passou por reparos e aprimoramentos na sua bateria antiaérea até abril, quando juntou-se à Divisão de Couraçados 1 em Okinawa.
O couraçado, então parte da 2ª Frota, escoltou os porta-aviões japoneses em junho de 1944 durante a Batalha do Mar das Filipinas, retornando em seguida para o Japão. Depois foi para Brunei, de onde partiu em outubro como parte da Força Central com o objetivo de participar da Batalha do Golfo de Leyte. O Musashi acabou afundado em 24 de outubro durante a Batalha do Mar de Sibuyan por vários ataques aéreos norte-americanos. Ele emborcou e afundou depois de ter sido atingido por dezenove torpedos e dezessete bombas, com 1 023 tripulantes morrendo, incluindo o capitão Toshihira Inoguchi.

### Shinano

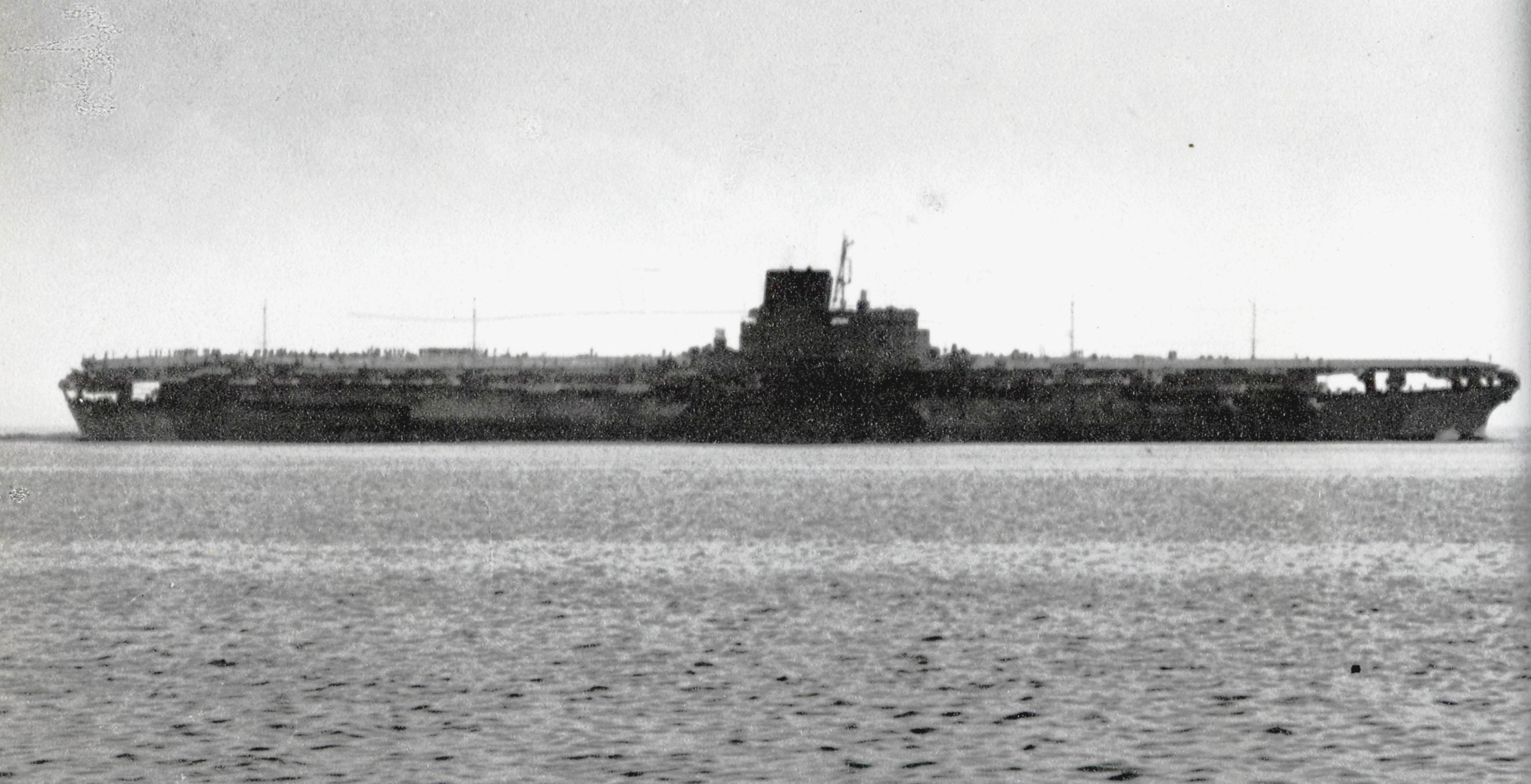
O Shinano partindo para seus testes marítimos em 11 de novembro de 1944

O Shinano foi encomendado em 1939 e seu batimento de quilha ocorreu no dia 4 de maio de 1940. Seu projeto tinha sido levemente modificado, com a espessura da blindagem no cinturão, convés e torres reduzidas um pouco. A economia de peso significou que melhoramentos poderiam ser feitos em outras áreas, incluindo maior proteção para as posições de controle de disparo e vigia. Além disso, os canhões secundários de 127 milímetros seriam substituídos por canhões Tipo 98 calibre 65 de 100 milímetros. Apesar de menores, estas armas possuíam uma velocidade de saída muito maior, maior alcance, teto de disparo e cadência de tiro.
A construção do Shinano foi suspensa logo depois da derrota japonesa na Batalha de Midway e seu casco foi gradualmente reconstruído como um porta-aviões. Foi reprojetado como uma embarcação de suporte capaz de transportar, consertar e reabastecer as frotas aéreas de outros porta-aviões principais. O navio foi originalmente programado para ser comissionado no início de 1945, porém sua construção foi acelerada depois da derrota na Batalha do Mar das Filipinas. O Shinano acabou lançado ao mar em 5 de outubro de 1944 e comissionado às pressas em 19 de novembro, partindo de Yokosuka nove dias depois. Ele foi torpedeado quatro vezes pelo submarino USS Archerfish na manhã do dia 29. Apesar dos danos não terem parecido sérios, o controle de inundação ruim fez com que a embarcação adernasse para estibordo. O porta-aviões emborcou e afundou, com 1 435 tripulantes morrendo, incluindo o capitão Toshio Abe. O Shinano é até hoje o maior navio afundado por um submarino na história.

### Números 111 e 797
Um outro couraçado chamado apenas de Navio de Guerra Número 111 foi planejado como o quarto membro da Classe Yamato e também incorporaria os melhoramentos que seriam implementados no Shinano. Seu batimento de quilha ocorreu em 7 de novembro de 1940, depois do lançamento do Yamato, e sua construção continuou até dezembro de 1941, quando os japoneses começaram a questionar seu ambicioso programa de construção de navios capitais. Com uma guerra contra os Estados Unidos cada vez mais próxima, os recursos essenciais para a construção da embarcação seriam muito mais difíceis de se obter. Consequentemente, o casco do Número 111 foi desmontado em 1942, estando apenas trinta por cento completo; os materiais adquiridos nessa ação foram usados na conversão do Ise e Hyūga em híbridos de couraçados e porta-aviões.
Uma quinta embarcação, chamada apenas de Navio de Guerra Número 797, foi planejado como um melhoramento em relação ao Shinano, porém suas obras nunca começaram e ele foi cancelado ainda no planejamento. Além das modificações que seriam implementadas no terceiro e quarto couraçado, o Número 797 teria as torres de artilharia de 155 milímetros removidas em favor de mais torres de 100 milímetros; os historiadores navais William H. Garzke e Robert O. Dulin  estimaram que isto teria permitido a adição de mais 24 canhões desse tipo. O Yamato e o Musashi foram modificados em 1944 para algo semelhante ao que tinha sido planejado para o Número 797.

### Destruição de registros
Quando os Aliados estavam à beira de ocupar o Japão no final da guerra, oficiais do serviço especial da Marinha Imperial Japonesa destruíram praticamente todos os documentos, desenhos e fotografias relacionadas com a Classe Yamato, deixando apenas registros fragmentados das características de projeto e outras questões técnicas. A destruição desses documentos foi tão eficiente que, até 1948, as únicas imagens conhecidas do Yamato e Musashi eram aquelas tiradas por aeronaves da Marinha dos Estados Unidos envolvidas nos ataques aéreos contra as duas embarcações. Apesar de algumas fotografias e informações de documentos que não foram destruídos tenham aparecido no decorrer dos anos, a perda da maioria dos registros escritos sobre os navios dificultou uma pesquisa mais profunda sobre a Classe Yamato. Pela escassez de registros escritos, a maior parte das informações sobre a classe provém principalmente de entrevistas com oficiais japoneses realizadas depois da Rendição do Japão.
Entretanto, o almirante alemão Paul Wenneker, adido naval no Japão, recebeu permissão em outubro de 1942 para visitar um couraçado da Classe Yamato enquanto este estava passando por manutenção em uma doca seca, com Wenneker depois enviando uma descrição detalhada sobre o navio de volta para Berlim. Erich Groner, um historiador naval alemão, teve acesso ao relatório em 22 de agosto de 1943 enquanto estava em um dos Quartéis-Generais do Führer e recebeu ordens para fazer uma "interpretação" e então preparar um "desenho esboço de projeto" sobre o couraçado. O material foi preservado pela esposa de Groner e enviado para editoras na década de 1950.

## Projeto A-150
Dois novos couraçados de um projeto totalmente novo e maior foram planejados em 1942. Eles foram designados como Projeto A-150 e receberam os nomes provisórios de Número 798 e 799, com seu planejamento provavelmente tendo começado em 1938 e 1939, logo depois do projeto da Classe Yamato ter sido terminado. Tudo foi "essencialmente finalizado" em 1941, porém os trabalhos nas embarcações foi paralisado com a perspectiva de guerra se aproximando a fim de preencher a necessidade de outros tipos de navios, como cruzadores e porta-aviões, para substituir perdas de guerra. A derrota japonesa na Batalha de Midway, onde quatro porta-aviões foram afundados, garantiu que as construções dos couraçados nunca fossem começar. Os historiadores William H. Garzke e Robert O. Dulin afirmaram que os navios do Projeto A-150 teriam sido os "mais poderosos couraçados da história", pois teriam sido armados com uma bateria principal de canhões de 510 milímetros e uma enorme bateria antiaérea.
A maioria das documentações e plantas relacionadas ao Projeto A-150 foi destruída no final da guerra para que não fossem capturadas, assim como aconteceu com a Classe Yamato. Sabe-se que o projeto final dos navios teria um tamanho e armamento muito maior do que o da Classe Yamato, com uma bateria principal de seis canhões em três torres duplas e uma bateria secundária de duplo-propósito formada por vários canhões de 100 milímetros em montagens duplas, similares a aquelas dos contratorpedeiros da Classe Akizuki. O deslocamento seria ainda maior do que da Classe Yamato, enquanto foi planejado que o cinturão de blindagem teria 457 milímetros de espessura.

## Legado

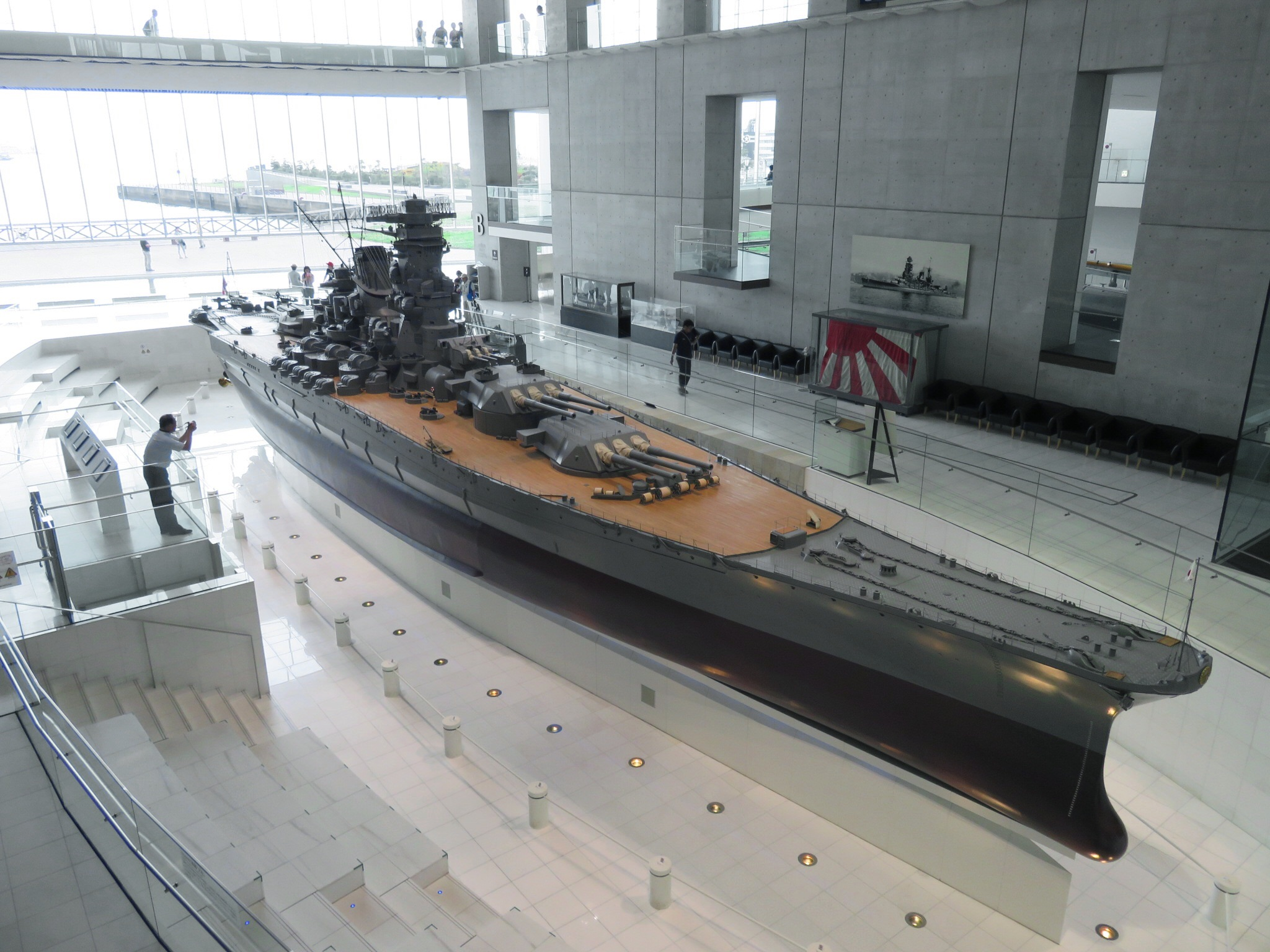
Miniatura em escala 1:10 do Yamato no Museu Marítimo de Kure

O Yamato e o Musashi, desde a época de suas construções até os dias atuais, continuam a ter uma presença na cultura japonesa, especialmente o Yamato. Os couraçados, ao serem completados, representavam a epítome da engenharia naval japonesa. Além disso, os dois navios, por seu tamanho, velocidade e poderio, incorporavam visivelmente a determinação e preparação do Japão em defender seus interesses contra as potências ocidentais, principalmente os Estados Unidos. O vice-almirante Shigeru Fukudome, o Chefe da Seção de Operações do Estado-Maior Geral da Marinha Imperial Japonesa, descreveu as embarcações como "símbolos do poderio naval que proporcionava tanto a oficiais quanto marinheiros um sentimento profundo de confiança em sua marinha".
O Yamato e especialmente a história de seu naufrágio já apareceram diversas vezes na cultura popular japonesa, como na franquia de animação Space Battleship Yamato e no filme Otoko-tachi no Yamato. Suas aparições geralmente retratam a última missão do navio como um esforço simbólico, corajoso e altruísta, mas inútil, dos marinheiros japoneses na defesa de sua terra natal. Um dos motivos que a embarcação possivelmente tenha tanta significância é o fato da palavra "Yamato" ter sido muito usada como um nome poético do Japão. Desta forma, o fim do couraçado Yamato pode servir como metáfora para o fim do Império do Japão.

### Citações
1. ↑   Friedman 1985b, p. 182
2. ↑   Garzke & Dulin 1985, pp. 4–5
3. ↑   Willmott 1999, p. 32
4. ↑   Schom 2004, p. 42
5. ↑   Willmott 1999, p. 34
6. ↑   Friedman 1985a, p. 229
7. ↑   Friedman 1985a, pp. 229–231, 234
8. ↑   Garzke & Dulin 1985, p. 44
9. ↑   Willmott 1999, p. 35
10. ↑   Schom 2004, p. 43
11. ↑   Willmott 1999, p. 22
12. ↑   Thurston, Elliott (2 de janeiro de 1935). «Fear is the Real Cause of Navy Treaty End». The Washington Post: 7
13. 1 2 3 4 5 6 7 8 9 10 11   Johnston & McAuley 2000, p. 123
14. ↑   Garzke & Dulin 1985, pp. 45
15. ↑   Garzke & Dulin 1985, pp. 45–51
16. 1 2   Garzke & Dulin 1985, pp. 49–50
17. 1 2 3 4 5   Hackett, Robert; Kingsepp, Sander (8 de janeiro de 2016). «IJN Battleship Yamato: Tabular Record of Movement». Combined Fleet. Consultado em 30 de março de 2021
18. ↑   Garzke & Dulin 1985, p. 49
19. ↑   Garzke & Dulin 1985, p. 50
20. ↑   Garzke & Dulin 1985, p. 53
21. ↑   Johnston & McAuley 2000, p. 122
22. ↑   Reynolds 1968, pp. 5–6
23. 1 2 3   Jackson 2000, p. 74
24. ↑   Jentschura, Jung & Mickel 1977, p. 38
25. ↑   Skulski 1989, pp. 25–26
26. 1 2   Jackson 2000, p. 128
27. 1 2   Preston 1999, p. 84
28. 1 2 3 4   DiGiulian, Tony (23 de abril de 2007). «Japan 40 cm/45 (15.7") Type 94». NavWeaps. Consultado em 30 de março de 2021
29. 1 2 3   Jackson 2000, p. 75
30. 1 2 3   Steinberg 1980, p. 54
31. ↑   Garzke & Dulin 1985, pp. 91–92
32. ↑   Campbell 1985, pp. 187–188
33. ↑   Chesneau 1980, p. 178
34. ↑   Campbell 1985, pp. 192–193
35. ↑   Johnston & McAuley 2000, p. 180
36. ↑   «Weapons». Consultado em 31 de março de 2021. Arquivado do original em 9 de abril de 2014
37. ↑   Campbell 1985, p. 200
38. ↑   Stille 2008, p. 11
39. ↑   Campbell 1985, p. 202
40. 1 2   «Shinano». Combined Fleet. Consultado em 31 de março de 2021
41. ↑   Garzke & Dulin 1985, p. 79
42. ↑   Schom 2004, p. 270
43. ↑   Stille 2008, p. 37
44. ↑   Garzke & Dulin 1985, p. 94
45. ↑   Garzke & Dulin 1985, p. 65
46. ↑   Lengerer & Ahlberg 2014, p. 288
47. 1 2   «Reports of Damage to Japanese Warships - Article 2: Yamato (BB), Musashi (BB), Taiho (CV), Shinano (CV)» (PDF). São Francisco: U. S. Naval Technical Mission to Japan. 6 de janeiro de 1946. S-06-2
48. ↑   Fitzsimons 1977, p. 2609
49. ↑   «Best Battleship: Underwater Protection». Combined Fleet. Consultado em 1 de abril de 2021
50. ↑   Friedman 1985b, p. 308
51. 1 2   Johnston & McAuley 2000, p. 128
52. ↑   Tobin, Richard (1 de outubro de 1944). «U.S. Navy Outnumbers Jap 10 to 1». The Washington Post: B1
53. ↑   Horneby, George (30 de outubro de 1944). «4 Carriers Sunk». The New York Times: 1
54. ↑   «Japan's Biggest Warship Sunk». The Times: 3C. 9 de abril de 1945
55. ↑   Puleston 1941, pp. 208–211
56. ↑   Willmott 1999, p. 93
57. ↑   Willmott 1999, p. 146
58. ↑   Reynolds 1968, p. 156
59. ↑   Baldwin, Hanson W. (9 de abril de 1945). «"Okinawa's Fate Sealed: Sinking of Yamato Shows Japan's Fatal Air and Sea Weakness». The New York Times: 12
60. 1 2   Hackett, Robert; Kingsepp, Sander (1 de dezembro de 2017). «IJN Battleship Musashi: Tabular Record of Movement». Combined Fleet. Consultado em 2 de abril de 2021
61. ↑   Johnston & McAuley 2000, p. 125
62. ↑   Steinberg 1980, p. 56
63. ↑   Garzke & Dulin 1985, pp. 74–75
64. 1 2   Tully, Anthony P. (24 de maio de 2020). «IJN Shinano: Tabular Record of Movement». Combined Fleet. Consultado em 2 de abril de 2021
65. ↑   Reynolds 1968, p. 61
66. ↑   Preston 1999, p. 91
67. ↑   Reynolds 1968, p. 219
68. ↑   Reynolds 1968, p. 284
69. ↑   Wheeler 1980, p. 185
70. ↑   Garzke & Dulin 1985, p. 99
71. ↑   Garzke & Dulin 1985, p. 84
72. ↑   Johnston & McAuley 2000, p. 124
73. ↑   Garzke & Dulin 1985, p. 85
74. ↑   Muir, Malcolm (outubro de 1990). «Rearming in a Vacuum: United States Navy Intelligence and the Japanese Capital Ship Threat, 1936–1945». Society for Military History. The Journal of Military History. 54 (4). doi:10.2307/1986067
75. ↑   Skulski 1989, p. 8
76. ↑   «Warships of the World». The Times: 2D. 5 de novembro de 1948
77. ↑   Jentschura, Jung & Mickel 1977, p. 8
78. 1 2   Sturton 1980, p. 178
79. 1 2   Garzke & Dulin 1985, pp. 85–86
80. ↑   Evans & Peattie 1997, pp. 298, 378
81. ↑   Levi 2014, p. 72
82. ↑   Gerow, Aaron (12 de junho de 2011). «War and Nationalism in Yamato: Trauma and Forgetting the Postwar». The Asia-Pacific Journal. Consultado em 2 de abril de 2021
83. ↑   Yoshida & Minear 1999, p. xvii
84. ↑   Evans & Peattie 1997, p. 378
85. ↑   Skulski 1989, p. 7